# Чемпионат России по кёрлингу среди смешанных пар 2019
Чемпионат России по кёрлингу среди смешанных пар 2019 проводился с 24 по 27 января 2019 года в городе Сочи на арене «Ледяной куб». Турнир проводился в 9-й раз (?).
Победитель чемпионата получал право выступать как сборная России на чемпионате мира 2019, который состоялся в апреле 2019 в городе Ставангер (Норвегия).
В турнире приняло участие 24 команды из Москвы, Московской области, Санкт-Петербурга, Краснодарского края, Красноярского края, Челябинской области, Иркутской области, Новосибирской области, Удмуртской Республики, Республики Татарстан.
Чемпионами России стала команда «Московская область 1» (Анастасия Москалёва / Александр Ерёмин) (во 2-й раз и 2-й раз подряд в этом составе), победившая в финале команду «Санкт-Петербург 2» (Анастасия Халанская / Пётр Дрон). Третье место заняла команда «Московская область 3» (Дарья Морозова / Алексей Тузов).

## Формат соревнований
Команды разбиваются на 4 группы (A, B, C, D) по 6 команд, где играют друг с другом по круговой системе в один круг. На групповом этапе командам начисляются очки: за победу — 2 очка, за поражение — 1 очко, за неявку на матч — 0 очков. При равенстве количества очков у двух команд они ранжируются по результатам личной встречи, при равенстве у трёх или больше команд — ранжируются по сумме тестовых бросков в дом (англ. Draw Shot Challenge, DSC, в сантиметрах, команда с меньшей суммой становится выше). Затем 8 команд, занявшие в группах 1-е и 2-е места, выходят в плей-офф, где играют по олимпийской системе. Сначала команды встречаются в четвертьфиналах; затем победители четвертьфиналов встречаются в полуфиналах; победители полуфиналов в финале разыгрывают 1-е и 2-е места, проигравшие в полуфиналах разыгрывают между собой 3-е и 4-е места.
Для участия в следующем чемпионате 2020 года автоматически квалифицируются команды, занявшие первые 12 мест (1—3 места в группах). Также играются ещё два квалификационных матча за 13-е и 14-е места (между командами, занявшими в группах 4-е места), победители этих матчей также квалифицируются для участия в чемпионате 2020 года.

## Команды
|          | Команда               | Женщина               | Мужчина              |
| -------- | --------------------- | --------------------- | -------------------- |
| Группа A |                       |                       |                      |
| A1       | Москвич 3             | Екатерина Тельнова    | Артём Пузанов        |
| A2       | Краснодарский край 2  | Наталья Налимова      | Дмитрий Миронов      |
| A3       | Челябинская область 1 | Анастасия Кильчевская | Дмитрий Соломатин    |
| A4       | Санкт-Петербург 3     | Диана Маргарян        | Александр Быстров    |
| A5       | Московская область 5  | Екатерина Толстова    | Кирилл Суровов       |
| A6       | Московская область 1  | Анастасия Москалёва   | Александр Ерёмин     |
| Группа B |                       |                       |                      |
| B1       | Татарстан             | Яна Аверьянова        | Максим Иванов        |
| B2       | Московская область 4  | Ольга Котельникова    | Алексей Куликов      |
| B3       | Москвич 1             | Дарья Цхведанашвили   | Тимофей Насонов      |
| B4       | Санкт-Петербург 1     | Мария Комарова        | Даниил Горячев       |
| B5       | Комсомолл 1           | Елизавета Трухина     | Андрей Дудов         |
| B6       | Краснодарский край 3  | Анастасия Эксузян     | Александр Полушвайко |
| Группа C |                       |                       |                      |
| C1       | Краснодарский край 4  | Софья Ткач            | Арсений Мешкович     |
| C2       | Удмуртская Республика | Ксения Камашева       | Дмитрий Виноградов   |
| C3       | Москвич 4             | Ксения Стрелкова      | Артём Букарев        |
| C4       | Сборная Москвы        | Алина Биктимирова     | Тимур Гаджиханов     |
| C5       | Санкт-Петербург 2     | Анастасия Халанская   | Пётр Дрон            |
| C6       | Московская область 3  | Дарья Морозова        | Алексей Тузов        |
| Группа D |                       |                       |                      |
| D1       | Новосибирская область | Екатерина Кунгурова   | Никита Кукунин       |
| D2       | Москвич 2             | Арина Русина          | Никита Шехирев       |
| D3       | Санкт-Петербург 4     | Мария Дуюнова         | Сергей Морозов       |
| D4       | Московская область 2  | Дарья Стёксова        | Михаил Васьков       |
| D5       | Красноярский край     | Анна Веневцева        | Василий Грошев       |
| D6       | Краснодарский край 1  | Мария Игнатенко       | Сергей Глухов        |

## Результаты соревнований

### Групповой этап
Группа A
| Место | Команда                                      | 1    | 2    | 3    | 4    | 5    | 6   | В | П | О | DSC, см |
| ----- | -------------------------------------------- | ---- | ---- | ---- | ---- | ---- | --- | - | - | - | ------- |
| 1     | Челябинская область (Кильчевская, Соломатин) | *    | 9:7  | 7:6  | 8:7  | 5:11 | 9:6 | 4 | 1 | 9 | 46,27   |
| 2     | Московская область 1 (Москалёва, Ерёмин)     | 7:9  | *    | 10:2 | 9:2  | 9:3  | 6:4 | 4 | 1 | 9 | 34,23   |
| 3     | Санкт-Петербург 3 (Маргарян, Быстров)        | 6:7  | 2:10 | *    | 9:4  | 10:6 | 6:4 | 3 | 2 | 8 | 49,11   |
| 4     | Московская область 5 (Толстова, Суровов)     | 7:8  | 2:9  | 4:9  | *    | 10:9 | 8:2 | 2 | 3 | 7 | 66,40   |
| 5     | Краснодарский край 2 (Налимова, Миронов)     | 11:5 | 3:9  | 6:10 | 9:10 | *    | 8:2 | 2 | 3 | 7 | 37,06   |
| 6     | Москвич 3 (Тельнова, Пузанов)                | 6:9  | 4:6  | 4:6  | 2:8  | 2:8  | *   | 0 | 5 | 5 | 49,73   |

Группа B
| Место | Команда                                      | 1    | 2    | 3    | 4    | 5   | 6    | В | П | О  | DSC, см |
| ----- | -------------------------------------------- | ---- | ---- | ---- | ---- | --- | ---- | - | - | -- | ------- |
| 1     | Санкт-Петербург 1 (Комарова, Горячев)        | *    | 8:2  | 8:1  | 8:6  | 8:2 | 14:4 | 5 | 0 | 10 | 67,41   |
| 2     | Московская область 4 (Котельникова, Куликов) | 2:8  | *    | 7:4  | 9:1  | 7:6 | 11:3 | 4 | 1 | 9  | 52,47   |
| 3     | Комсомолл 1 (Трухина, Дудов)                 | 1:8  | 4:7  | *    | 9:3  | 8:4 | 12:1 | 3 | 2 | 8  | 38,89   |
| 4     | Краснодарский край 3 (Эксузян, Полушвайко)   | 6:8  | 1:9  | 3:9  | *    | 6:5 | 11:5 | 2 | 3 | 7  | 68,80   |
| 5     | Москвич 1 (Цхведанашвили, Насонов)           | 2:8  | 6:7  | 4:8  | 5:6  | *   | 8:3  | 1 | 4 | 6  | 68,46   |
| 6     | Татарстан (Аверьянова, Иванов)               | 4:14 | 3:11 | 1:12 | 5:11 | 3:8 | *    | 0 | 5 | 5  | 148,13  |

Группа C
| Место | Команда                                      | 1    | 2    | 3    | 4   | 5    | 6    | В | П | О | DSC, см |
| ----- | -------------------------------------------- | ---- | ---- | ---- | --- | ---- | ---- | - | - | - | ------- |
| 1     | Санкт-Петербург 2 (Халанская, Дрон)          | *    | 13:3 | 10:7 | 7:4 | 5:6  | 11:0 | 4 | 1 | 9 | 45,33   |
| 2     | Московская область 3 (Морозова, Тузов)       | 3:13 | *    | 8:5  | 8:2 | 7:6  | 11:4 | 4 | 1 | 9 | 40,49   |
| 3     | Сборная Москвы (Биктимирова, Гаджиханов)     | 7:10 | 5:8  | *    | 8:4 | 9:5  | 11:2 | 3 | 2 | 8 | 41,60   |
| 4     | Краснодарский край 4 (Ткач, Мешкович)        | 4:7  | 2:8  | 4:8  | *   | 7:6  | 9:5  | 2 | 3 | 7 | 60,13   |
| 5     | Москвич 4 (Стрелкова, Букарев)               | 6:5  | 6:7  | 5:9  | 6:7 | *    | 11:2 | 2 | 3 | 7 | 75,94   |
| 6     | Удмуртская Республика (Камашева, Виноградов) | 0:11 | 4:11 | 2:11 | 5:9 | 2:11 | *    | 0 | 5 | 5 | 91,33   |

Группа D
| Место | Команда                                    | 1   | 2   | 3    | 4    | 5    | 6    | В | П | О  | DSC, см |
| ----- | ------------------------------------------ | --- | --- | ---- | ---- | ---- | ---- | - | - | -- | ------- |
| 1     | Московская область 2 (Стёксова, Васьков)   | *   | 7:5 | 7:5  | 6:2  | 8:6  | 7:6  | 5 | 0 | 10 | 50,06   |
| 2     | Красноярский край (Веневцева, Грошев)      | 5:7 | *   | 9:5  | 8:6  | 6:8  | 8:6  | 3 | 2 | 8  | 78,41   |
| 3     | Краснодарский край 1 (Игнатенко, Глухов)   | 5:7 | 5:9 | *    | 8:7  | 8:9  | 10:6 | 2 | 3 | 7  | 32,06   |
| 4     | Санкт-Петербург 4 (Дуюнова, Морозов)       | 2:6 | 6:8 | 7:8  | *    | 11:5 | 7:5  | 2 | 3 | 7  | 68,62   |
| 5     | Москвич 2 (Русина, Шехирев)                | 6:8 | 8:6 | 9:8  | 5:11 | *    | 5:7  | 2 | 3 | 7  | 77,92   |
| 6     | Новосибирская область (Кунгурова, Кукунин) | 6:7 | 6:8 | 6:10 | 5:7  | 7:5  | *    | 1 | 4 | 6  | 100,74  |

### Квалификационные матчи за 13-е и 14-е места
(в скобках указаны средние значения тестовых бросков в дом, DSC)
|  | Полуфиналы  | Полуфиналы                                 | Полуфиналы                                 | Полуфиналы                                 | Полуфиналы                                 | Полуфиналы                                 | Полуфиналы                                 | Полуфиналы                                 | Полуфиналы                                 | Полуфиналы |    |                                       | Квалифицированы на чемпионат 2020 года | Квалифицированы на чемпионат 2020 года   | Квалифицированы на чемпионат 2020 года   | Квалифицированы на чемпионат 2020 года   | Квалифицированы на чемпионат 2020 года   | Квалифицированы на чемпионат 2020 года   | Квалифицированы на чемпионат 2020 года   | Квалифицированы на чемпионат 2020 года   | Квалифицированы на чемпионат 2020 года   | Квалифицированы на чемпионат 2020 года   |
|  |             |                                            |                                            |                                            |                                            |                                            |                                            |                                            |                                            |            |    |                                       |                                        |                                          |                                          |                                          |                                          |                                          |                                          |                                          |                                          |                                          |
|  | С-4 (60,13) | Краснодарский край 4 (Ткач, Мешкович)      | Краснодарский край 4 (Ткач, Мешкович)      | Краснодарский край 4 (Ткач, Мешкович)      | Краснодарский край 4 (Ткач, Мешкович)      | Краснодарский край 4 (Ткач, Мешкович)      | Краснодарский край 4 (Ткач, Мешкович)      | Краснодарский край 4 (Ткач, Мешкович)      | Краснодарский край 4 (Ткач, Мешкович)      | 11         |    |                                       |                                        |                                          |                                          |                                          |                                          |                                          |                                          |                                          |                                          |                                          |
|  | С-4 (60,13) | Краснодарский край 4 (Ткач, Мешкович)      | Краснодарский край 4 (Ткач, Мешкович)      | Краснодарский край 4 (Ткач, Мешкович)      | Краснодарский край 4 (Ткач, Мешкович)      | Краснодарский край 4 (Ткач, Мешкович)      | Краснодарский край 4 (Ткач, Мешкович)      | Краснодарский край 4 (Ткач, Мешкович)      | Краснодарский край 4 (Ткач, Мешкович)      | 11         |    |                                       |                                        |                                          |                                          |                                          |                                          |                                          |                                          |                                          |                                          |                                          |
|  | B-4 (68,80) | Краснодарский край 3 (Эксузян, Полушвайко) | Краснодарский край 3 (Эксузян, Полушвайко) | Краснодарский край 3 (Эксузян, Полушвайко) | Краснодарский край 3 (Эксузян, Полушвайко) | Краснодарский край 3 (Эксузян, Полушвайко) | Краснодарский край 3 (Эксузян, Полушвайко) | Краснодарский край 3 (Эксузян, Полушвайко) | Краснодарский край 3 (Эксузян, Полушвайко) | 6          |    |                                       |                                        |                                          |                                          |                                          |                                          |                                          |                                          |                                          |                                          |                                          |
|  |             |                                            |                                            |                                            |                                            |                                            |                                            |                                            |                                            |            | 13 | Краснодарский край 4 (Ткач, Мешкович) | Краснодарский край 4 (Ткач, Мешкович)  | Краснодарский край 4 (Ткач, Мешкович)    | Краснодарский край 4 (Ткач, Мешкович)    | Краснодарский край 4 (Ткач, Мешкович)    | Краснодарский край 4 (Ткач, Мешкович)    | Краснодарский край 4 (Ткач, Мешкович)    | Краснодарский край 4 (Ткач, Мешкович)    | Краснодарский край 4 (Ткач, Мешкович)    |                                          |                                          |
|  |             |                                            |                                            |                                            |                                            |                                            |                                            |                                            |                                            |            | 13 | Краснодарский край 4 (Ткач, Мешкович) | Краснодарский край 4 (Ткач, Мешкович)  | Краснодарский край 4 (Ткач, Мешкович)    | Краснодарский край 4 (Ткач, Мешкович)    | Краснодарский край 4 (Ткач, Мешкович)    | Краснодарский край 4 (Ткач, Мешкович)    | Краснодарский край 4 (Ткач, Мешкович)    | Краснодарский край 4 (Ткач, Мешкович)    | Краснодарский край 4 (Ткач, Мешкович)    |                                          |                                          |
|  |             |                                            |                                            |                                            |                                            |                                            |                                            |                                            |                                            |            |    |                                       | 14                                     | Московская область 5 (Толстова, Суровов) | Московская область 5 (Толстова, Суровов) | Московская область 5 (Толстова, Суровов) | Московская область 5 (Толстова, Суровов) | Московская область 5 (Толстова, Суровов) | Московская область 5 (Толстова, Суровов) | Московская область 5 (Толстова, Суровов) | Московская область 5 (Толстова, Суровов) | Московская область 5 (Толстова, Суровов) |
|  | A-4 (66,40) | Московская область 5 (Толстова, Суровов)   | Московская область 5 (Толстова, Суровов)   | Московская область 5 (Толстова, Суровов)   | Московская область 5 (Толстова, Суровов)   | Московская область 5 (Толстова, Суровов)   | Московская область 5 (Толстова, Суровов)   | Московская область 5 (Толстова, Суровов)   | Московская область 5 (Толстова, Суровов)   | 9          |    |                                       | 14                                     | Московская область 5 (Толстова, Суровов) | Московская область 5 (Толстова, Суровов) | Московская область 5 (Толстова, Суровов) | Московская область 5 (Толстова, Суровов) | Московская область 5 (Толстова, Суровов) | Московская область 5 (Толстова, Суровов) | Московская область 5 (Толстова, Суровов) | Московская область 5 (Толстова, Суровов) | Московская область 5 (Толстова, Суровов) |
|  | A-4 (66,40) | Московская область 5 (Толстова, Суровов)   | Московская область 5 (Толстова, Суровов)   | Московская область 5 (Толстова, Суровов)   | Московская область 5 (Толстова, Суровов)   | Московская область 5 (Толстова, Суровов)   | Московская область 5 (Толстова, Суровов)   | Московская область 5 (Толстова, Суровов)   | Московская область 5 (Толстова, Суровов)   | 9          |    |                                       |                                        |                                          |                                          |                                          |                                          |                                          |                                          |                                          |                                          |                                          |
|  | D-4 (68,62) | Санкт-Петербург 4 (Дуюнова, Морозов)       | Санкт-Петербург 4 (Дуюнова, Морозов)       | Санкт-Петербург 4 (Дуюнова, Морозов)       | Санкт-Петербург 4 (Дуюнова, Морозов)       | Санкт-Петербург 4 (Дуюнова, Морозов)       | Санкт-Петербург 4 (Дуюнова, Морозов)       | Санкт-Петербург 4 (Дуюнова, Морозов)       | Санкт-Петербург 4 (Дуюнова, Морозов)       | 6          |    |                                       |                                        |                                          |                                          |                                          |                                          |                                          |                                          |                                          |                                          |                                          |
|  | D-4 (68,62) | Санкт-Петербург 4 (Дуюнова, Морозов)       | Санкт-Петербург 4 (Дуюнова, Морозов)       | Санкт-Петербург 4 (Дуюнова, Морозов)       | Санкт-Петербург 4 (Дуюнова, Морозов)       | Санкт-Петербург 4 (Дуюнова, Морозов)       | Санкт-Петербург 4 (Дуюнова, Морозов)       | Санкт-Петербург 4 (Дуюнова, Морозов)       | Санкт-Петербург 4 (Дуюнова, Морозов)       | 6          |    |                                       |                                        |                                          |                                          |                                          |                                          |                                          |                                          |                                          |                                          |                                          |
|  |             |                                            |                                            |                                            |                                            |                                            |                                            |                                            |                                            |            |    |                                       |                                        |                                          |                                          |                                          |                                          |                                          |                                          |                                          |                                          |                                          |

### Плей-офф
|  | Четвертьфинал | Четвертьфинал                                | Четвертьфинал                                | Четвертьфинал                                | Четвертьфинал                                | Четвертьфинал                                | Четвертьфинал                                | Четвертьфинал                                | Четвертьфинал                                | Четвертьфинал                            |                                              |                                              | Полуфинал                                    | Полуфинал                                    | Полуфинал                                    | Полуфинал                                    | Полуфинал                                    | Полуфинал                                    | Полуфинал                                    | Полуфинал            | Полуфинал            | Полуфинал            |                                     |                                     | Финал                                        | Финал                                        | Финал                                        | Финал                                        | Финал                                        | Финал                                        | Финал                                        | Финал                                        | Финал                                        | Финал |
|  |               |                                              |                                              |                                              |                                              |                                              |                                              |                                              |                                              |                                          |                                              |                                              |                                              |                                              |                                              |                                              |                                              |                                              |                                              |                      |                      |                      |                                     |                                     |                                              |                                              |                                              |                                              |                                              |                                              |                                              |                                              |                                              |       |
|  | A-1           | Челябинская область (Кильчевская, Соломатин) | Челябинская область (Кильчевская, Соломатин) | Челябинская область (Кильчевская, Соломатин) | Челябинская область (Кильчевская, Соломатин) | Челябинская область (Кильчевская, Соломатин) | Челябинская область (Кильчевская, Соломатин) | Челябинская область (Кильчевская, Соломатин) | Челябинская область (Кильчевская, Соломатин) | 4                                        |                                              |                                              |                                              |                                              |                                              |                                              |                                              |                                              |                                              |                      |                      |                      |                                     |                                     |                                              |                                              |                                              |                                              |                                              |                                              |                                              |                                              |                                              |       |
|  | A-1           | Челябинская область (Кильчевская, Соломатин) | Челябинская область (Кильчевская, Соломатин) | Челябинская область (Кильчевская, Соломатин) | Челябинская область (Кильчевская, Соломатин) | Челябинская область (Кильчевская, Соломатин) | Челябинская область (Кильчевская, Соломатин) | Челябинская область (Кильчевская, Соломатин) | Челябинская область (Кильчевская, Соломатин) | 4                                        |                                              |                                              |                                              |                                              |                                              |                                              |                                              |                                              |                                              |                      |                      |                      |                                     |                                     |                                              |                                              |                                              |                                              |                                              |                                              |                                              |                                              |                                              |       |
|  | B-2           | Московская область 4 (Котельникова, Куликов) | Московская область 4 (Котельникова, Куликов) | Московская область 4 (Котельникова, Куликов) | Московская область 4 (Котельникова, Куликов) | Московская область 4 (Котельникова, Куликов) | Московская область 4 (Котельникова, Куликов) | Московская область 4 (Котельникова, Куликов) | Московская область 4 (Котельникова, Куликов) | 9                                        |                                              |                                              |                                              |                                              |                                              |                                              |                                              |                                              |                                              |                      |                      |                      |                                     |                                     |                                              |                                              |                                              |                                              |                                              |                                              |                                              |                                              |                                              |       |
|  | B-2           | Московская область 4 (Котельникова, Куликов) | Московская область 4 (Котельникова, Куликов) | Московская область 4 (Котельникова, Куликов) | Московская область 4 (Котельникова, Куликов) | Московская область 4 (Котельникова, Куликов) | Московская область 4 (Котельникова, Куликов) | Московская область 4 (Котельникова, Куликов) | Московская область 4 (Котельникова, Куликов) | 9                                        | Московская область 4 (Котельникова, Куликов) | Московская область 4 (Котельникова, Куликов) | Московская область 4 (Котельникова, Куликов) | Московская область 4 (Котельникова, Куликов) | Московская область 4 (Котельникова, Куликов) | Московская область 4 (Котельникова, Куликов) | Московская область 4 (Котельникова, Куликов) | Московская область 4 (Котельникова, Куликов) | Московская область 4 (Котельникова, Куликов) | 3                    |                      |                      |                                     |                                     |                                              |                                              |                                              |                                              |                                              |                                              |                                              |                                              |                                              |       |
|  |               |                                              |                                              |                                              |                                              |                                              |                                              |                                              |                                              |                                          | Московская область 4 (Котельникова, Куликов) | Московская область 4 (Котельникова, Куликов) | Московская область 4 (Котельникова, Куликов) | Московская область 4 (Котельникова, Куликов) | Московская область 4 (Котельникова, Куликов) | Московская область 4 (Котельникова, Куликов) | Московская область 4 (Котельникова, Куликов) | Московская область 4 (Котельникова, Куликов) | Московская область 4 (Котельникова, Куликов) | 3                    |                      |                      |                                     |                                     |                                              |                                              |                                              |                                              |                                              |                                              |                                              |                                              |                                              |       |
|  |               |                                              | Санкт-Петербург 2 (Халанская, Дрон)          | Санкт-Петербург 2 (Халанская, Дрон)          | Санкт-Петербург 2 (Халанская, Дрон)          | Санкт-Петербург 2 (Халанская, Дрон)          | Санкт-Петербург 2 (Халанская, Дрон)          | Санкт-Петербург 2 (Халанская, Дрон)          | Санкт-Петербург 2 (Халанская, Дрон)          | Санкт-Петербург 2 (Халанская, Дрон)      | Санкт-Петербург 2 (Халанская, Дрон)          | 8                                            |                                              |                                              |                                              |                                              |                                              |                                              |                                              |                      |                      |                      |                                     |                                     |                                              |                                              |                                              |                                              |                                              |                                              |                                              |                                              |                                              |       |
|  | C-1           | Санкт-Петербург 2 (Халанская, Дрон)          | Санкт-Петербург 2 (Халанская, Дрон)          | Санкт-Петербург 2 (Халанская, Дрон)          | Санкт-Петербург 2 (Халанская, Дрон)          | Санкт-Петербург 2 (Халанская, Дрон)          | Санкт-Петербург 2 (Халанская, Дрон)          | Санкт-Петербург 2 (Халанская, Дрон)          | Санкт-Петербург 2 (Халанская, Дрон)          | Санкт-Петербург 2 (Халанская, Дрон)      | Санкт-Петербург 2 (Халанская, Дрон)          | 8                                            | 7                                            |                                              |                                              |                                              |                                              |                                              |                                              |                      |                      |                      |                                     |                                     |                                              |                                              |                                              |                                              |                                              |                                              |                                              |                                              |                                              |       |
|  | C-1           | Санкт-Петербург 2 (Халанская, Дрон)          | Санкт-Петербург 2 (Халанская, Дрон)          | Санкт-Петербург 2 (Халанская, Дрон)          | Санкт-Петербург 2 (Халанская, Дрон)          | Санкт-Петербург 2 (Халанская, Дрон)          | Санкт-Петербург 2 (Халанская, Дрон)          | Санкт-Петербург 2 (Халанская, Дрон)          | Санкт-Петербург 2 (Халанская, Дрон)          |                                          |                                              |                                              | 7                                            |                                              |                                              |                                              |                                              |                                              |                                              |                      |                      |                      |                                     |                                     |                                              |                                              |                                              |                                              |                                              |                                              |                                              |                                              |                                              |       |
|  | D-2           | Красноярский край (Веневцева, Грошев)        | Красноярский край (Веневцева, Грошев)        | Красноярский край (Веневцева, Грошев)        | Красноярский край (Веневцева, Грошев)        | Красноярский край (Веневцева, Грошев)        | Красноярский край (Веневцева, Грошев)        | Красноярский край (Веневцева, Грошев)        | Красноярский край (Веневцева, Грошев)        | 5                                        |                                              |                                              |                                              |                                              |                                              |                                              |                                              |                                              |                                              |                      |                      |                      |                                     |                                     |                                              |                                              |                                              |                                              |                                              |                                              |                                              |                                              |                                              |       |
|  | D-2           | Красноярский край (Веневцева, Грошев)        | Красноярский край (Веневцева, Грошев)        | Красноярский край (Веневцева, Грошев)        | Красноярский край (Веневцева, Грошев)        | Красноярский край (Веневцева, Грошев)        | Красноярский край (Веневцева, Грошев)        | Красноярский край (Веневцева, Грошев)        | Красноярский край (Веневцева, Грошев)        | 5                                        |                                              |                                              |                                              |                                              |                                              |                                              |                                              |                                              |                                              |                      |                      |                      | Санкт-Петербург 2 (Халанская, Дрон) | Санкт-Петербург 2 (Халанская, Дрон) | Санкт-Петербург 2 (Халанская, Дрон)          | Санкт-Петербург 2 (Халанская, Дрон)          | Санкт-Петербург 2 (Халанская, Дрон)          | Санкт-Петербург 2 (Халанская, Дрон)          | Санкт-Петербург 2 (Халанская, Дрон)          | Санкт-Петербург 2 (Халанская, Дрон)          | Санкт-Петербург 2 (Халанская, Дрон)          | 3                                            |                                              |       |
|  |               |                                              |                                              |                                              |                                              |                                              |                                              |                                              |                                              |                                          |                                              |                                              |                                              |                                              |                                              |                                              |                                              |                                              |                                              |                      |                      |                      | Санкт-Петербург 2 (Халанская, Дрон) | Санкт-Петербург 2 (Халанская, Дрон) | Санкт-Петербург 2 (Халанская, Дрон)          | Санкт-Петербург 2 (Халанская, Дрон)          | Санкт-Петербург 2 (Халанская, Дрон)          | Санкт-Петербург 2 (Халанская, Дрон)          | Санкт-Петербург 2 (Халанская, Дрон)          | Санкт-Петербург 2 (Халанская, Дрон)          | Санкт-Петербург 2 (Халанская, Дрон)          | 3                                            |                                              |       |
|  |               |                                              | Московская область 1 (Москалёва, Ерёмин)     | Московская область 1 (Москалёва, Ерёмин)     | Московская область 1 (Москалёва, Ерёмин)     | Московская область 1 (Москалёва, Ерёмин)     | Московская область 1 (Москалёва, Ерёмин)     | Московская область 1 (Москалёва, Ерёмин)     | Московская область 1 (Москалёва, Ерёмин)     | Московская область 1 (Москалёва, Ерёмин) | Московская область 1 (Москалёва, Ерёмин)     | 8                                            |                                              |                                              |                                              |                                              |                                              |                                              |                                              |                      |                      |                      |                                     |                                     |                                              |                                              |                                              |                                              |                                              |                                              |                                              |                                              |                                              |       |
|  | D-1           | Московская область 2 (Стёксова, Васьков)     | Московская область 2 (Стёксова, Васьков)     | Московская область 2 (Стёксова, Васьков)     | Московская область 2 (Стёксова, Васьков)     | Московская область 2 (Стёксова, Васьков)     | Московская область 2 (Стёксова, Васьков)     | Московская область 2 (Стёксова, Васьков)     | Московская область 2 (Стёксова, Васьков)     | Московская область 1 (Москалёва, Ерёмин) | Московская область 1 (Москалёва, Ерёмин)     | 8                                            | 4                                            |                                              |                                              |                                              |                                              |                                              |                                              |                      |                      |                      |                                     |                                     |                                              |                                              |                                              |                                              |                                              |                                              |                                              |                                              |                                              |       |
|  | D-1           | Московская область 2 (Стёксова, Васьков)     | Московская область 2 (Стёксова, Васьков)     | Московская область 2 (Стёксова, Васьков)     | Московская область 2 (Стёксова, Васьков)     | Московская область 2 (Стёксова, Васьков)     | Московская область 2 (Стёксова, Васьков)     | Московская область 2 (Стёксова, Васьков)     | Московская область 2 (Стёксова, Васьков)     |                                          |                                              |                                              | 4                                            |                                              |                                              |                                              |                                              |                                              |                                              |                      |                      |                      |                                     |                                     |                                              |                                              |                                              |                                              |                                              |                                              |                                              |                                              |                                              |       |
|  | C-2           | Московская область 3 (Морозова, Тузов)       | Московская область 3 (Морозова, Тузов)       | Московская область 3 (Морозова, Тузов)       | Московская область 3 (Морозова, Тузов)       | Московская область 3 (Морозова, Тузов)       | Московская область 3 (Морозова, Тузов)       | Московская область 3 (Морозова, Тузов)       | Московская область 3 (Морозова, Тузов)       | 10                                       |                                              |                                              |                                              |                                              |                                              |                                              |                                              |                                              |                                              |                      |                      |                      |                                     |                                     |                                              |                                              |                                              |                                              |                                              |                                              |                                              |                                              |                                              |       |
|  | C-2           | Московская область 3 (Морозова, Тузов)       | Московская область 3 (Морозова, Тузов)       | Московская область 3 (Морозова, Тузов)       | Московская область 3 (Морозова, Тузов)       | Московская область 3 (Морозова, Тузов)       | Московская область 3 (Морозова, Тузов)       | Московская область 3 (Морозова, Тузов)       | Московская область 3 (Морозова, Тузов)       | 10                                       | Московская область 3 (Морозова, Тузов)       | Московская область 3 (Морозова, Тузов)       | Московская область 3 (Морозова, Тузов)       | Московская область 3 (Морозова, Тузов)       | Московская область 3 (Морозова, Тузов)       | Московская область 3 (Морозова, Тузов)       | Московская область 3 (Морозова, Тузов)       | Московская область 3 (Морозова, Тузов)       | Московская область 3 (Морозова, Тузов)       | 3                    |                      |                      |                                     |                                     |                                              |                                              |                                              |                                              |                                              |                                              |                                              |                                              |                                              |       |
|  |               |                                              |                                              |                                              |                                              |                                              |                                              |                                              |                                              |                                          | Московская область 3 (Морозова, Тузов)       | Московская область 3 (Морозова, Тузов)       | Московская область 3 (Морозова, Тузов)       | Московская область 3 (Морозова, Тузов)       | Московская область 3 (Морозова, Тузов)       | Московская область 3 (Морозова, Тузов)       | Московская область 3 (Морозова, Тузов)       | Московская область 3 (Морозова, Тузов)       | Московская область 3 (Морозова, Тузов)       | 3                    |                      |                      |                                     |                                     |                                              |                                              |                                              |                                              |                                              |                                              |                                              |                                              |                                              |       |
|  |               |                                              | Московская область 1 (Москалёва, Ерёмин)     | Московская область 1 (Москалёва, Ерёмин)     | Московская область 1 (Москалёва, Ерёмин)     | Московская область 1 (Москалёва, Ерёмин)     | Московская область 1 (Москалёва, Ерёмин)     | Московская область 1 (Москалёва, Ерёмин)     | Московская область 1 (Москалёва, Ерёмин)     | Московская область 1 (Москалёва, Ерёмин) | Московская область 1 (Москалёва, Ерёмин)     | 9                                            |                                              |                                              |                                              |                                              |                                              |                                              |                                              |                      |                      |                      |                                     |                                     |                                              |                                              |                                              |                                              |                                              |                                              |                                              |                                              |                                              |       |
|  | B-1           | Санкт-Петербург 1 (Комарова, Горячев)        | Санкт-Петербург 1 (Комарова, Горячев)        | Санкт-Петербург 1 (Комарова, Горячев)        | Санкт-Петербург 1 (Комарова, Горячев)        | Санкт-Петербург 1 (Комарова, Горячев)        | Санкт-Петербург 1 (Комарова, Горячев)        | Санкт-Петербург 1 (Комарова, Горячев)        | Санкт-Петербург 1 (Комарова, Горячев)        | Московская область 1 (Москалёва, Ерёмин) | Московская область 1 (Москалёва, Ерёмин)     | 9                                            | 4                                            |                                              |                                              | Матч за третье место                         | Матч за третье место                         | Матч за третье место                         | Матч за третье место                         | Матч за третье место | Матч за третье место | Матч за третье место | Матч за третье место                | Матч за третье место                | Матч за третье место                         |                                              |                                              |                                              |                                              |                                              |                                              |                                              |                                              |       |
|  | B-1           | Санкт-Петербург 1 (Комарова, Горячев)        | Санкт-Петербург 1 (Комарова, Горячев)        | Санкт-Петербург 1 (Комарова, Горячев)        | Санкт-Петербург 1 (Комарова, Горячев)        | Санкт-Петербург 1 (Комарова, Горячев)        | Санкт-Петербург 1 (Комарова, Горячев)        | Санкт-Петербург 1 (Комарова, Горячев)        | Санкт-Петербург 1 (Комарова, Горячев)        |                                          |                                              |                                              | 4                                            |                                              |                                              | Матч за третье место                         | Матч за третье место                         | Матч за третье место                         | Матч за третье место                         | Матч за третье место | Матч за третье место | Матч за третье место | Матч за третье место                | Матч за третье место                | Матч за третье место                         |                                              |                                              |                                              |                                              |                                              |                                              |                                              |                                              |       |
|  | A-2           | Московская область 1 (Москалёва, Ерёмин)     | Московская область 1 (Москалёва, Ерёмин)     | Московская область 1 (Москалёва, Ерёмин)     | Московская область 1 (Москалёва, Ерёмин)     | Московская область 1 (Москалёва, Ерёмин)     | Московская область 1 (Москалёва, Ерёмин)     | Московская область 1 (Москалёва, Ерёмин)     | Московская область 1 (Москалёва, Ерёмин)     | 7                                        |                                              |                                              |                                              |                                              |                                              |                                              |                                              |                                              |                                              |                      |                      |                      |                                     |                                     |                                              |                                              |                                              |                                              |                                              |                                              |                                              |                                              |                                              |       |
|  | A-2           | Московская область 1 (Москалёва, Ерёмин)     | Московская область 1 (Москалёва, Ерёмин)     | Московская область 1 (Москалёва, Ерёмин)     | Московская область 1 (Москалёва, Ерёмин)     | Московская область 1 (Москалёва, Ерёмин)     | Московская область 1 (Москалёва, Ерёмин)     | Московская область 1 (Москалёва, Ерёмин)     | Московская область 1 (Москалёва, Ерёмин)     | 7                                        |                                              |                                              |                                              |                                              |                                              |                                              |                                              |                                              |                                              |                      |                      |                      |                                     |                                     |                                              |                                              |                                              |                                              |                                              |                                              |                                              |                                              |                                              |       |
|  |               |                                              |                                              |                                              |                                              |                                              |                                              |                                              |                                              |                                          |                                              |                                              |                                              |                                              |                                              |                                              |                                              |                                              |                                              |                      |                      |                      |                                     |                                     | Московская область 4 (Котельникова, Куликов) | Московская область 4 (Котельникова, Куликов) | Московская область 4 (Котельникова, Куликов) | Московская область 4 (Котельникова, Куликов) | Московская область 4 (Котельникова, Куликов) | Московская область 4 (Котельникова, Куликов) | Московская область 4 (Котельникова, Куликов) | Московская область 4 (Котельникова, Куликов) | Московская область 4 (Котельникова, Куликов) | 6     |
|  |               |                                              |                                              |                                              |                                              |                                              |                                              |                                              |                                              |                                          |                                              |                                              |                                              |                                              |                                              |                                              |                                              |                                              |                                              |                      |                      |                      |                                     |                                     | Московская область 4 (Котельникова, Куликов) | Московская область 4 (Котельникова, Куликов) | Московская область 4 (Котельникова, Куликов) | Московская область 4 (Котельникова, Куликов) | Московская область 4 (Котельникова, Куликов) | Московская область 4 (Котельникова, Куликов) | Московская область 4 (Котельникова, Куликов) | Московская область 4 (Котельникова, Куликов) | Московская область 4 (Котельникова, Куликов) | 6     |
|  |               |                                              |                                              |                                              |                                              |                                              |                                              |                                              |                                              |                                          |                                              |                                              |                                              |                                              |                                              |                                              |                                              |                                              |                                              |                      |                      |                      |                                     |                                     | Московская область 3 (Морозова, Тузов)       | Московская область 3 (Морозова, Тузов)       | Московская область 3 (Морозова, Тузов)       | Московская область 3 (Морозова, Тузов)       | Московская область 3 (Морозова, Тузов)       | Московская область 3 (Морозова, Тузов)       | Московская область 3 (Морозова, Тузов)       | Московская область 3 (Морозова, Тузов)       | Московская область 3 (Морозова, Тузов)       | 11    |
|  |               |                                              |                                              |                                              |                                              |                                              |                                              |                                              |                                              |                                          |                                              |                                              |                                              |                                              |                                              |                                              |                                              |                                              |                                              |                      |                      |                      |                                     |                                     | Московская область 3 (Морозова, Тузов)       | Московская область 3 (Морозова, Тузов)       | Московская область 3 (Морозова, Тузов)       | Московская область 3 (Морозова, Тузов)       | Московская область 3 (Морозова, Тузов)       | Московская область 3 (Морозова, Тузов)       | Московская область 3 (Морозова, Тузов)       | Московская область 3 (Морозова, Тузов)       | Московская область 3 (Морозова, Тузов)       | 11    |

### Итоговая классификация
| Место | Команда                                                            | И | В | П | DSC, см |
| ----- | ------------------------------------------------------------------ | - | - | - | ------- |
| 1     | Московская область 1 (Анастасия Москалёва / Александр Ерёмин)      | 8 | 7 | 1 | 34,23   |
| 2     | Санкт-Петербург 2 (Анастасия Халанская / Пётр Дрон)                | 8 | 6 | 2 | 45,33   |
| 3     | Московская область 3 (Дарья Морозова / Алексей Тузов)              | 8 | 6 | 2 | 40,49   |
| 4     | Московская область 4 (Ольга Котельникова / Алексей Куликов)        | 8 | 5 | 3 | 52,47   |
| 5     | Челябинская область 1 (Анастасия Кильчевская / Дмитрий Соломатин)  | 6 | 4 | 2 | 46,27   |
| 6     | Московская область 2 (Дарья Стёксова / Михаил Васьков)             | 6 | 5 | 1 | 50,06   |
| 7     | Санкт-Петербург 1 (Мария Комарова / Даниил Горячев)                | 6 | 5 | 1 | 67,41   |
| 8     | Красноярский край (Анна Веневцева / Василий Грошев)                | 6 | 3 | 3 | 78,41   |
| 9     | Краснодарский край 1 (Мария Игнатенко / Сергей Глухов)             | 5 | 2 | 3 | 32,06   |
| 10    | Комсомолл 1 (Иркутская область) (Елизавета Трухина / Андрей Дудов) | 5 | 3 | 2 | 38,89   |
| 11    | Сборная Москвы (Алина Биктимирова / Тимур Гаджиханов)              | 5 | 3 | 2 | 41,60   |
| 12    | Санкт-Петербург 3 (Диана Маргарян / Александр Быстров)             | 5 | 3 | 2 | 49,11   |
| 13    | Краснодарский край 4 (Софья Ткач / Арсений Мешкович)               | 6 | 3 | 3 | 60,13   |
| 14    | Московская область 5 (Екатерина Толстова / Кирилл Суровов)         | 6 | 3 | 3 | 66,40   |
| 15    | Санкт-Петербург 4 (Мария Дуюнова / Сергей Морозов)                 | 6 | 2 | 4 | 68,62   |
| 16    | Краснодарский край 3 (Анастасия Эксузян / Александр Полушвайко)    | 6 | 2 | 4 | 68,80   |
| 17    | Краснодарский край 2 (Наталья Налимова / Дмитрий Миронов)          | 5 | 2 | 3 | 37,06   |
| 18    | Москвич 1 (Дарья Цхведанашвили / Тимофей Насонов)                  | 5 | 1 | 4 | 68,46   |
| 19    | Москвич 4 (Ксения Стрелкова / Артём Букарев)                       | 5 | 2 | 3 | 75,94   |
| 20    | Москвич 2 (Арина Русина / Никита Шехирев)                          | 5 | 2 | 3 | 77,92   |
| 21    | Москвич 3 (Екатерина Тельнова / Артём Пузанов)                     | 5 | 0 | 5 | 49,73   |
| 22    | Удмуртская Республика (Ксения Камашева / Дмитрий Виноградов)       | 5 | 0 | 5 | 91,33   |
| 23    | Новосибирская область (Екатерина Кунгурова / Никита Кукунин)       | 5 | 1 | 4 | 100,74  |
| 24    | Татарстан (Яна Аверьянова / Максим Иванов)                         | 5 | 0 | 5 | 148,13  |